# Plinia coronata
Plinia coronata là một loài thực vật có hoa trong Họ Đào kim nương. Loài này được (Mattos) Mattos miêu tả khoa học đầu tiên năm 1998.